# The Rolling Stones (EP)
Pour les articles homonymes, voir Rolling, Rolling Stones (homonymie) et Stones (homonymie).
EP des Rolling Stones
Five by Five
(1964)
Albums des Rolling Stones
The Rolling Stones (album)
(1964)
The Rolling Stones est le premier EP du groupe rock britannique homonyme, sorti au Royaume-Uni en janvier 1964 sur le label Decca.

## Historique
Après la sortie des premiers singles Come On et I Wanna Be Your Man (qui atteint le Top 20), le groupe décide de tester l'attrait commercial avant que leur label britannique Decca Records ne s'engage à leur laisser enregistrer un album. The Rolling Stones comprend quatre chansons enregistrées lors de deux sessions distinctes en août et en novembre 1963.
Cet EP contient des reprises R&B de quelques artistes préférés du groupe et quelques récents succès américains. Impact Sound est officiellement répertorié en tant que producteur de cet EP. Eric Easton est peut-être impliqué dans la production et Andrew Loog Oldham produit la chanson d’ouverture Bye Bye Johnny.

## Parution et réception
Malgré une production brute, l'EP est no 1 dans les charts anglais en février 1964.
L’EP sort au Canada en 1964 par London Records Canada. La parution est identique à la version britannique incluant la pochette ainsi que le numéro de l’étiquette britannique DFE 8560. Le pressage canadien utilise également des timbres britanniques.
Bruce Eder de AllMusic écrit : « la véritable pièce maîtresse est You Better Move On d'Arthur Alexander, un tube d'origine américaine que le groupe interprétait en concert — c’était leur chance d'interpréter une chanson plus douce, plus lyrique et de son Soul qui était tout aussi intense que le blues peu et de R&B dur, ils l’avaient déjà fait auparavant…... » »
Bye Bye Johnny et Money ne sont parus officiellement dans la discographie américaine qu'en 1972 sur la compilation More Hot Rocks (Big Hits & Fazed Cookies). You Better Move On est paru en 1965 sur December's Children (And Everybody's). Quant à Poison Ivy, il est publié en 2002 sur la version remasterisée de More Hot Rocks.
Une autre version studio de Poison Ivy est publié quelques jours plus tard le 24 janvier sur l'album Saturday Club (publié par Decca pour faire découvrir au public les nouveaux artistes) avec une autre chanson, Fortune Teller. Ces deux chansons apparaissent sur la compilation More Hot Rocks en 1972.
Non disponible pendant des dizaines d'années, The Rolling Stones est ressorti en CD en 2004 dans le coffret Singles 1963–1965 par ABKCO Records.
En novembre 2010, il fait partie du coffret intitulé The Rolling Stones 1964-1969 vendu en édition limitée, et en version numérique dans le même temps et en 2011 dans le cadre de la compilation numérique de 60's UK EP Collection.
Le 23 novembre 2012, l’EP a été réédité en disque vinyle dans le cadre du Record Store Day Black Friday 2012.

## Liste des chansons
| 1. | Bye Bye Johnny | Chuck Berry                | 2:09 |
| 2. | Money          | Berry Gordy/Janie Bradford | 2:31 |

| 3. | You Better Move On | Arthur Alexander          | 2:39 |
| 4. | Poison Ivy         | Jerry Leiber/Mike Stoller | 2:06 |

## Personnel

### The Rolling Stones
- Mick Jagger : chant, tambourin
- Brian Jones : guitare, harmonica, chœurs, percussions
- Keith Richards : guitare, chant
- Bill Wyman : basse, chœurs
- Charlie Watts : batterie

### Musicien additionnel
- Ian Stewart : piano (sur 1)